# Pobeda (île)
L'île Pobeda, de son nom originel russe остров Победы (остров = île, Победа = victoire) est une île de glace dans la mer de Mawson. Elle est située à 160 km au large des côtes de la Terre de la Reine-Mary en Antarctique de l'Est. Cette île, intermittente, est formée par l'échouement périodique et temporaire d'icebergs tabulaires. 

## Formation périodique
L'île de glace se crée et disparaît périodiquement. Elle se forme par le vêlage d'un énorme bloc de glace du glacier Denman, situé dans la partie orientale de la barrière de Shackleton. L'iceberg tabulaire résultant dérive vers le nord-ouest jusqu'à ce qu'il s'échoue sur un haut-fond. Il reste immobilisé dans cette position pendant une décennie ou plus, jusqu'à ce qu'il se soit suffisamment remodelé pour se libérer du haut-fond. Il dérive ensuite dans l'océan austral, où il se brise en fragments. La langue flottante du glacier Denman, alimentée par la glace de l'intérieur de l'Antarctique, vêle un tel iceberg tous les 40 à 50 ans environ. 

## Données
L'île de glace de Pobeda est variable dans ses dimensions, mais peut généralement atteindre 70 × 36 km2 et une superficie de 1 500 km2. 
Ses côtés sont presque verticaux et son sommet plat. 
Les lois de la physique dictent que 11% d'un iceberg est émergé. La surface de Podeba étant environ 27 mètres au-dessus du niveau de la mer, l'iceberg s'étend jusqu'à une profondeur d'environ 216 mètres. Cette valeur correspond à la profondeur locale du plancher océanique, au point du haut-fond. 

## Histoire
À cette position, une île de glace a été aperçue pour la première fois en février 1840 par l'expédition d'exploration américaine dirigée par Charles Wilkes. L'iceberg bloque alors son passage vers l'ouest autour de la côte antarctique ; Wilkes la nomme Termination Land. 
Douglas Mawson renomme l'île Termination Ice Tongue quand il la rencontre lors de l'expédition antarctique australasienne de 1911-1913. Sur la route du retour de son expédition expédition BANZARE en 1929-1931, il n'observe cependant plus d'île. 
Une expédition soviétique traverse l'île en 1960 et la baptise à nouveau, cette fois île de glace de Pobeda, en hommage à la victoire soviétique sur les puissances de l'Axe dans la Grande Guerre patriotique. L'URSS établit une station de recherche temporaire sur l'île. Cet iceberg disparaît dans les années 1970. 
Un nouvel iceberg vêlé en 1985 la reconstitue, qui disparait à son tour en 2003 ou 2004.

## Canyon de Pobeda
Environ 200 km au nord de l'île de glace de Pobeda se trouve Pobeda Canyon, une tranchée océanique ainsi nommée en 1956 par AP Lizitsin  . Il est situé entre 62° 30′ S, 100° 15′ E
et 64° 30′ S, 97° 35′ E
. 

## Voir également
- Îles sub-antarctiques
- Glacier Thwaites